# Owlboy
『Owlboy』（オウルボーイ）は、ノルウェーのインディーゲームスタジオD-Pad Studioが開発、発売したアクションゲーム。

## 概要
空中を飛ぶ能力を持つ亜人・フクロウ族の少年オータスを主人公とする作品。大小の島々が浮遊する天空世界を舞台に、強大な力が得られる「秘宝」の強奪を目論む空賊（作品内では「海賊」と呼称）との戦いや古代フクロウ族が歩んできた歴史を解明していく冒険が描かれている。作品内のグラフィックは全編にわたり緻密なドット絵で表現している。
開発が非常に難航した作品で、2007年の開発開始から発売に至るまでおよそ10年の期間が費やされた。後述のように、本作は開発中の段階から多くのメディアに注目され、発売後には数々の賞を受賞している。

## システム
ゲーム画面は横視点で描かれている。オータスが一定範囲の端に到達すると画面切り替えスクロールが行われ、隣接したエリアが表示される。
オータスは一部エリアを除き空中を制限なく自由に移動できる。敵への攻撃はオータス単体では近距離のみだが、仲間をつかんだ状態で飛行することでそれぞれが持つ武器を用いた遠距離攻撃が可能となる。
各所のダンジョンには謎解き要素が含まれており、オータスと仲間たちの能力やダンジョンごとのギミックを駆使しながら探索することになる。ダンジョン内ではボス戦も行われる。

## 地域・施設
ヴェリーの村 (Vellie)
オータスたちが暮らす村。秘宝の一つが安置されている。
トロポス (Tropos)
各地域を結ぶ中継地点。一角にあるグッズ店では各所にある「ブキャナリィコイン」と引き換えに様々なアイテムを入手できる。
フクロウ寺院 (Owl Temple)
古代フクロウ族が遺した石窟。内部には風を起こす巨大な装置「風の装置」がある。
王都アドヴェント (Advent Settlement)
多くの人々が暮らす大都市。海賊団の艦隊により砲撃を受けている。秘宝の一つが安置されている。
ストラト (Strato)
棘付の蔦が絡まった島々が点在する地域。
浮遊大陸 (Floating Continent)
上空に浮かぶ巨大な大陸。内部が遺跡になっており、秘宝の一つが安置されている。
メソス (Mesos)
浮遊大陸の地表にある、雪と氷で覆われた地域。海賊が基地を構えている。
浮遊塔 (The Floating Tower)
古代フクロウ族により建設された巨大研究施設。数多くの書物や遺物が並んでいる。

## 主な登場人物

### 操作キャラクター
オータス (Otus)
ヴェリーの村で暮らすフクロウ族の少年。生まれつき言葉を話すことができない。
師のアシオから劣等生扱いされ一部の同胞からは口がきけないことを度々からかわれるが、仲間たちと力を合わせて冒険し海賊団と対峙する。
身につけたフクロウマントを羽ばたかせて空中を自在に飛び、前述のように仲間を抱えて飛ぶと個々の能力を用いて攻撃できる。また、地上や空中で前転して素早く移動する「ロール」や体を独楽のように回転させて敵への攻撃や仕掛けの作動を行う「スピン」の能力を持つ。
ゲディ (Geddy)
ヴェリーの村に駐留する機械工。村内に設置された大砲を用いて村を防衛する任務についている。
親友であるオータスが虐められるなどして気落ちしている際には常に庇い励ます。村の見張りを任されたオータスへの協力を機に行動を共にする。
ブラスター銃を武器に用いて大抵の敵にダメージを与えることができる。一方で岩や金属には攻撃が通らない。
アルフォンス (Alphonse)
海賊団のメンバーの一人。自らが信念とする流儀を忠実に守り行動する。
ヴェリーの村への襲撃を主導するが、後に自身のことを捨て駒のように扱う船長モルストロムの姿勢に疑念を抱いて団を離れ、オータスの仲間に加わる。
使用武器のショットガンは敵に大ダメージを与えられるほか、草木への引火やランプの点灯などの用途もある。使用後は一定時間のクールダウンが必要となる。
トゥイグ (Twig)
メソス出身の若者。ナナフシの種族だが、ナナフシよりも恰好良いとの理由から普段はクモのような扮装をしている。
海賊団のメンバーの一人・ダークと共にオータスたちの前に度々現れるが、後にダークの裏切りにあう。父と兄がいる自宅へ戻るためにオータスたちの力を借り、以降の冒険にも同行する。
糸玉を放って敵にぶつけ見動きを封じることができる。また、フックを発射して壁などに引っ掛け、その場所まで瞬時に移動できる。

### その他の登場人物
アシオ (Asio)
オータスの師であるフクロウ族の老人。自らの跡目としてオータスを嘱望するものの、期待にそぐわぬ結果に度々失望し厳しく叱責する。
ストリクス (Strix)
複数の弟子を持つフクロウ族の老人。考え方の違いからアシオとしばしば対立する。
ソラス (Solus)
ストリクスの弟子の一人であるフクロウ族の少年。臆病な性格で、自身の行動が正しいのか常に不安を抱いている。
教授 (Professor)
ヴェリーの村のはずれにある建物で研究を行う老人。名前は不明。特定地域の地図をリアルタイムに映し出す装置を発明する。
ブキャナリィ (Buccanary)
トロポスにあるグッズ店の女性店主。大きな口から歯をのぞかせ常に満面の笑みを浮かべているが、その表情のまま毒づくこともある。
アン (Anne) / ボナンザ (Bonanza)
アンは片足を負傷した女性でボナンザは恰幅の良い老婆。ともにアドヴェントの防衛作戦に参加していたが、海賊たちにより囚われの身となる。後にトロポスへ移り住む。
アンは操作キャラクターとして一時的に仲間となり、手にした松葉杖で突いて攻撃する。
カーネル (Kernelle)
アドヴェントの学校で子供たちを教える女性生物学者。爆弾づくりを趣味とし、後にヴェリーの村に移り住んでからはロケットの開発に着手する。
なお、開発途中の段階では操作キャラクターの一人だったが、所持武器のロケットランチャーが強すぎてゲームバランスが取れないとの理由で開発終盤にカットされた。
ダーク (Dirk)
仮面を被ったドレッドヘアの海賊。モルストロムの忠臣として秘宝探しに奔走する。目的達成のために裏切りを厭わぬ冷酷さを持つ一方で、団を抜けたアルフォンスを裏切り者と見なして復讐心を燃やす。
モルストロム (Molstrom)
巨大な体躯を持つ海賊団の長。破壊的な力により周囲を服従させる非道な性格で、更なる力を得るべく秘宝を探し求める。

## 開発
本作の開発は、Simon Stafsnes Andersenの発案により2007年から開始され、後に4人を加えた計5人を主要メンバーとして進められた。本作で用いられるゲームシステムや作風は、任天堂のゲームソフト『スーパーマリオブラザーズ3』で主人公のマリオが「タヌキスーツ」を身につけて空中を飛ぶシステムから着想を得るなど、それまで開発陣がプレイしてきた様々なゲーム作品の要素が反映されている。主人公の造形については、昆虫や空飛ぶ犬などの案が検討された中でAndersenの当時の交際相手（後の妻）が提案したフクロウのアイデアを採用しキャラクター像が形成されていった。
開発当初、母国ノルウェーにおいてインディーゲーム分野はさほど注目されていなかったため、開発陣は特に利益を考慮せず趣味の範疇として開発を進めていた。ところが、本作のアートワークを公開したところ多くのメディアに取り上げられ、2010年には後述のように開発途中ながらゲーム賞での受賞とノミネートが相次いだ。また、ノルウェーの政府機関「ノルウェー映画協会」から助成金が支給されることになり、このことが2011年の会社設立に繋がった。
2011年には本作のデモ版を公開しユーザーから好意的な意見が多数寄せられたが、このバージョンは攻撃用の弾が連射できないなど問題点も多く、結局、目途としていた同年の発売は見送られた。その後、周囲の要望の取り入れや既存の要素の磨き上げを行ったが、作業量が肥大化し多くの要素でクオリティが保てない状況に陥った。こうした中、本作から一旦離れて息抜きを図ることや本作の開発資金の確保を目的として、PC、iOS、Android用のアクションゲーム『Savant - Ascent』を開発し2013年に発売、一定の利益を上げる。
開発が長期化する中でAndersenは開発難航により多くの支援者を失望させてしまったとの思いに苛まれて精神を病み、一方で開発陣の一人Jo-Remi Madsenは親友が心不全で急逝する不幸に見舞われる。これらの出来事は作品内容に影響を与え、物語冒頭などで見られる陰鬱な場面やオータスとゲディの深い友情の描写という形で反映されている。
開発の終盤では、物語を語る上で不要と判断したキャラクターやダンジョン、ボス戦など、1年半分の仕事量にあたる要素を大幅カットしてクオリティの向上が図られ、長期にわたる開発は終わりを迎えた。開発陣は2016年9月に米国で開催されたゲームイベント「PAX West 2016」で登壇し、初リリースとなるPC版の発売日が同年11月1日であると発表した。

## 受賞・ノミネート
- Independent Games Festival 2010 「Excellence In Visual Art」ノミネート（開発段階でのノミネート）[10]
- Norwegian Game Awards 2010 「den gjeveste prisen（Game of the Year）」受賞（開発段階での受賞）[11]
- Indie DB（英語版） Indie of the Year 2016 「Interaction Award」受賞[12]
- Spillprisen 2016 「Beste spill（Game of the Year）」「Beste visuelle uttrykk（Best Visual）」「Beste spilldesign（Best Game Design）」受賞、「Beste teknologi（Best Technology）」「Beste lyd（Best Sound）」ノミネート[13]
- Hardcore Gamer（英語版） Best of 2016 「Game of the Year」受賞[14]
- 2017 New York Game Awards 「Big Apple Award for Best Game of the Year」「Central Park Children’s Zoo Award for Best Kids Game」「Off Broadway Award for Best Indie Game」ノミネート[15][16]
- 20th Annual D.I.C.E Awards 「Outstanding Achievement in Game Design」ノミネート[17]
- National Academy of Video Game Trade Reviewers（英語版） Awards 2016 「Game, Original Family」「Art Direction, Fantasy」ノミネート[18]
- 2017 SXSW Gaming Awards 「Gamer's Voice Single Player」受賞[19]
- Golden Joystick Awards 2018 「Best Indie Game」ノミネート[20]